# Резолюция 148 на Съвета за сигурност на ООН
Резолюция 148 на Съвета за сигурност на ООН е приета на 23 август 1960 г. по повод кандидатурата на Нигер за членство в ООН. С Резолюция 148 Съветът за сигурност препоръчва на Общото събрание на ООН Нигер да бъде приет за член на Организацията на обединените нации.